# Mesquita Juma (Ordubad)
La mesquita aljama d'Ordubad és la mesquita aljama d'Ordubad, al raion homònim, a l'Azerbaidjan. L'edifici és a l'indret més alt de la població.

## Arquitectura
L'aspecte arquitectònic exterior de la mesquita data del segle xvii. Està envoltada per un petit pati, i les portes d'entrada estan decorades amb insercions de taulells verds i blaus. Una inscripció a l'entrada principal de l'edifici informa va ser construït el 1604, durant el regnat del xa de l'Iran Abbas I el Gran (1588-1629) de la dinastia safàvida.
L'edifici va ser construït sobre una roca alta de gres, la qual cosa fa l'efecte de ser damunt un estilòbata artificial, i el fa el més alt entre els circumdants.
Alguns elements d'un plànol de la mesquita, però, indiquen que va ser construïda abans, però que en el segle xvii la reconstruïren de nou. La sala d'oració de tres naus ocupa el lloc central en el plànol. L'ús de nínxols amb arcs profunds dins els marcs dels arcs és la característica de l'arquitectura de les construccions de culte. Els murs de la mesquita són fets amb pedra d'enderrocs, i arrebossats amb rajola de 21 × 21 × 5 cm.

## Galeria

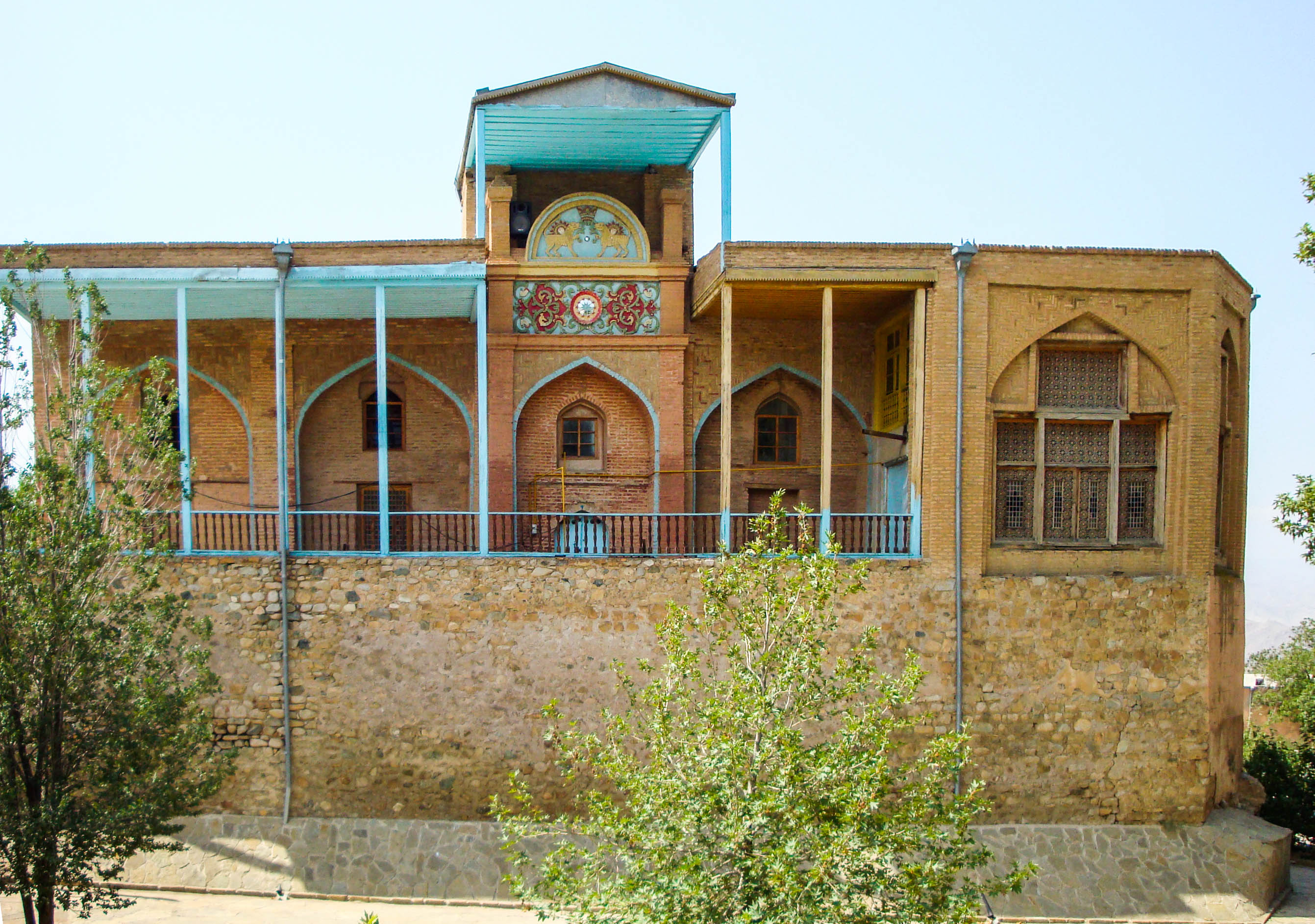
Vista lateral nord
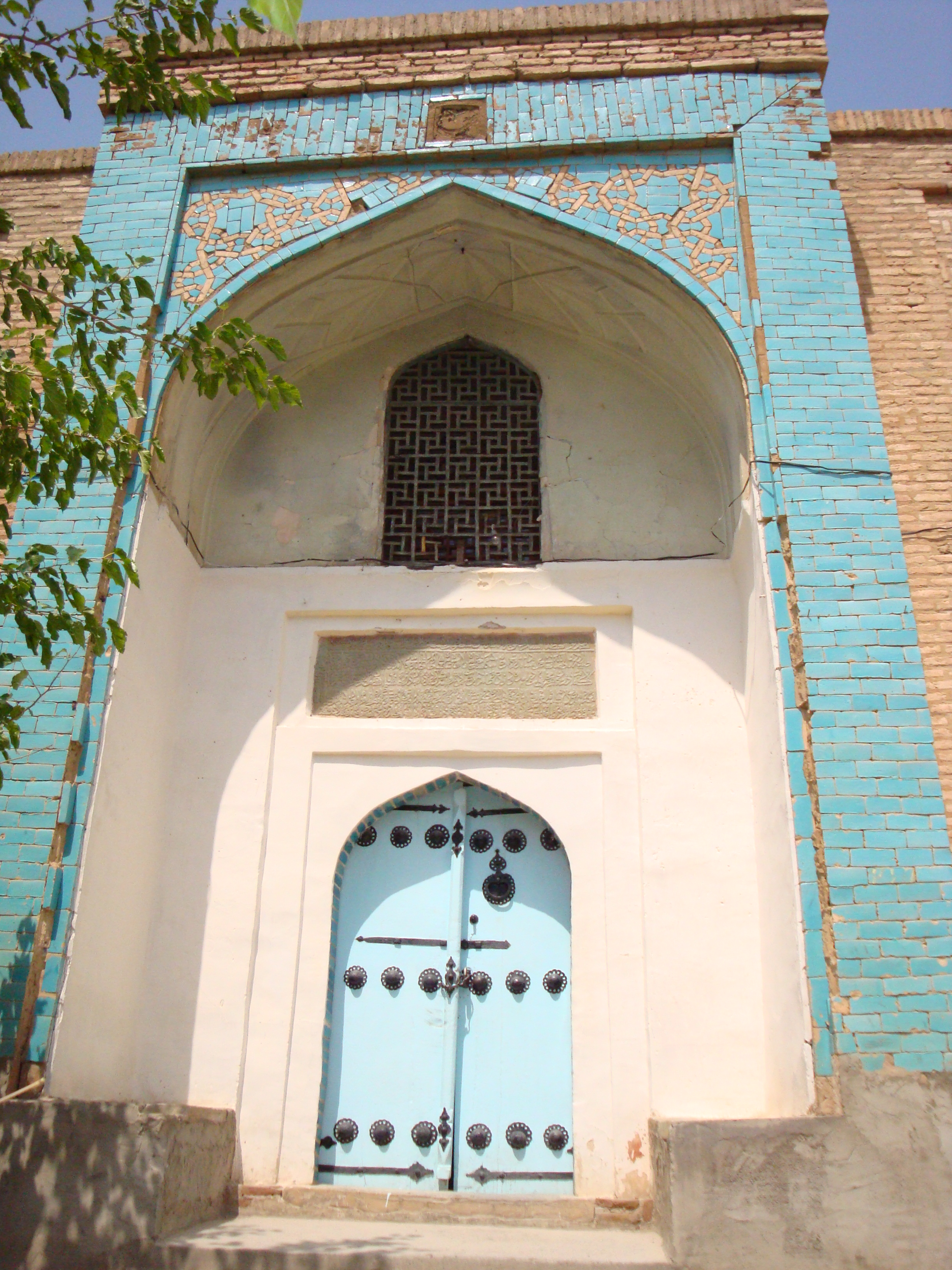
Entrada principal a la mesquita
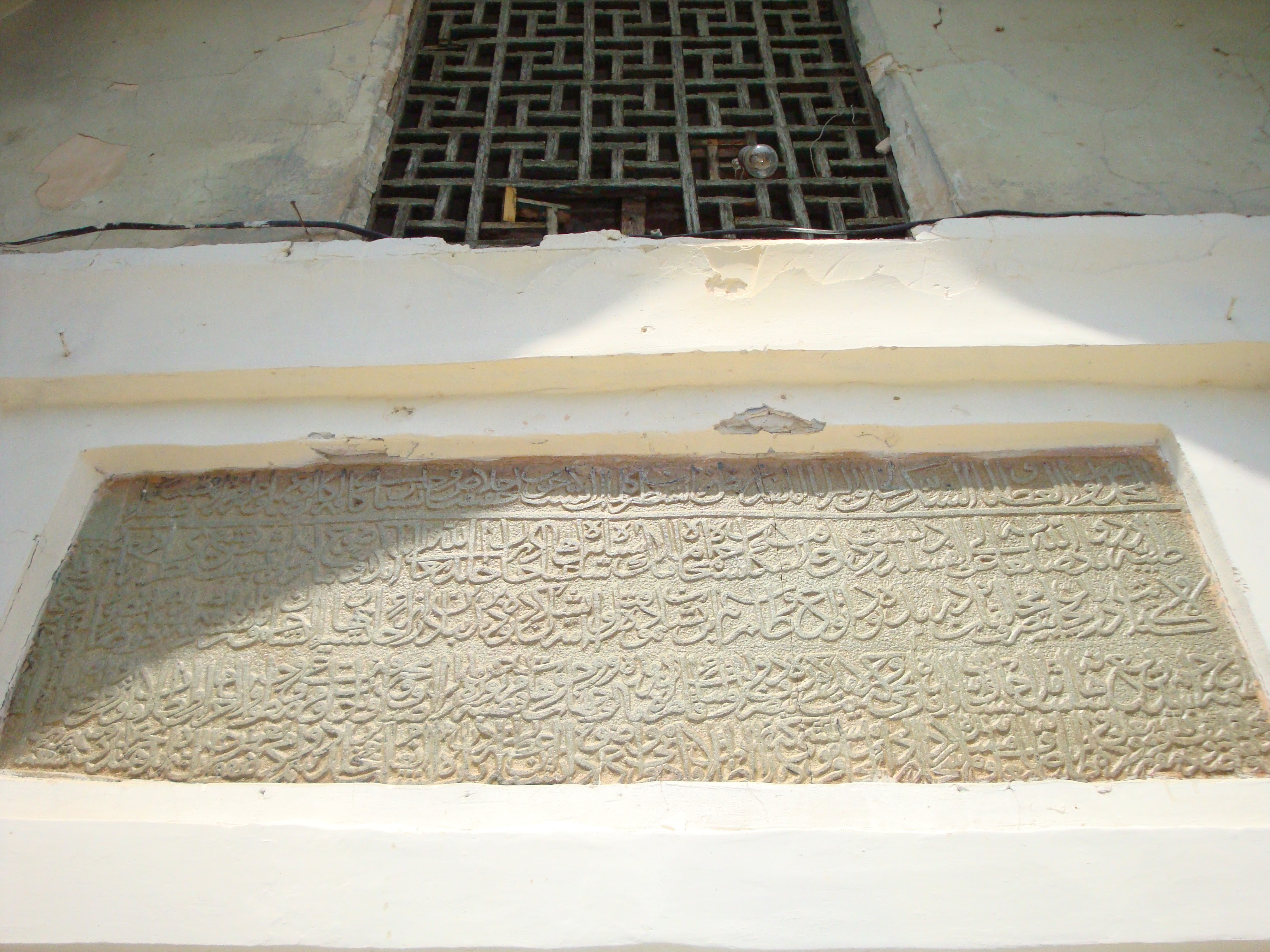
Inscripció d'Abbas I el Gran
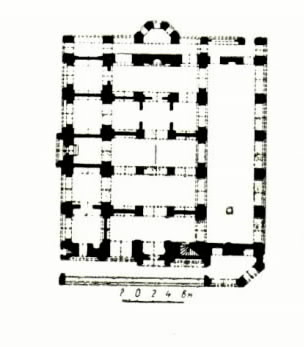
Plànol